# Gisselås
Gisselås är en by i Hammerdals socken, Strömsunds kommun.
Här fanns tidigare en av Svenska mosskulturföreningens försöksgårdar, som 1921-23 iordningställdes på den då ej odlade, men krondikade myren Krokdansen.